# 2MASS J00325584-4405058
2MASS J00325584-4405058 ist ein Brauner Zwerg im Sternbild Phönix. Er wurde 1999 von Bertrand Goldman et al. entdeckt.
2MASS J00325584-4405058 gehört der Spektralklasse L0 an.